# Johan Ludvig Mansa
Johan Ludvig Mansa (10. april 1740 i Zweibrücken – 13. april 1820 på Fredensborg) var en tyskfødt gartner, far til Frederik Vilhelm og Jacob Henrik Mansa.

## Biografi
1765 kom Mansa, hvis fader var hofgartner, til Danmark og blev gartner på herresædet Fuglsang. I firserne fik han ansættelse som gartner og slotsforvalter på Marienlyst ved Helsingør og i 1794 som gartner ved Frederiksborg Slotshave. Endelig blev han i 1799 ansat som gartner og slotsforvalter ved Fredensborg Slot. Mansa udmærkede sig særlig som pomolog, men også på landskabsgartneriets område har han indlagt sig fortjeneste, navnlig ved omlægning af haver fra fransk til engelsk stil.
Mansa har skrevet Havekatekismus eller Grundregler for nyttige Havevæxters Dyrkning i Danmark (1787), belønnet af det kongelige danske Landhusholdningsselskab. Skriftet udkom først 1789, efter at det på Landhusholdningsselskabets foranledning havde været gennemgået af 2 havekyndige mænd: inspektør Chr. Fr. Schmidt og botanisk gartner N. Bache. 5. oplag udkom 1843 (besørget af sønnen gartner J.L. Mansa). End videre udkom 1798 Udkast til Haveanlæg i den engelske Stil samt Anvisning til at inddele og beplante smaa Partier, 2 hæfter. Endelig opbevares i den Bülowske Manuskriptsamling i Sorø i håndskrift: Om Havedyrkningen.